# Cosecharás tu siembra
Cosecharás tu siembra fue una telenovela argentina de 120 capítulos emitida durante el año 1991. Protagonizada por Luisa Kuliok y Osvaldo Laport. Coprotagonizada por Jorge Marrale, Rita Terranova, Marta Albertini, Pablo Brichta, Edda Bustamante, Susana Lanteri, Ernesto Larresse y Norberto Díaz. Antagonizada por el primer actor Lautaro Murúa. También, contó con las actuaciones especiales de Alejandra Abreu, Graciela Baduan, Silvia Baylé, Noemí Morelli y los primeros actores Virginia Lago e Ignacio Quirós. Y la participación de Raúl Rizzo como actor invitado. Se transmitió originalmente por Canal 9 Libertad y tuvo altos índices de audiencia, llegándose incluso a emitir también en Italia, donde se transmitió retitulada como Renzo e Lucia.

## Trama
La historia transcurría en la Sicilia de los años 30 y sus protagonistas, Giuliana (Kuliok) y Luca (Laport) se veían entremezclados en los juegos de la mafia y el poder local.
Giuliana es hija del hombre más poderoso de la región. La historia de Luca surge del asesinato de sus verdaderos padres en manos de uno de los hombres de confianza de Cármine Spadaro, el padre de Giuliana. Cuando jóvenes, el destino los vuelve a encontrar, iniciando una relación amorosa que llevará a todo tipo de sufrimientos, asesinatos y huidas. Al verse separados Giuliana y Luca emprenden una nueva vida por separado, que los llevará a encontrarse en Buenos Aires. A pesar de las dificultades, aún siguen amándose. Con el tiempo, regresan a Italia, donde el surgimiento de un nuevo gobierno lleva a la persecución de los Spadaro, siendo Giuliana una de sus víctimas, quién en un secuestro queda ciega producto de las torturas. Al final, logra reencontrarse con Luca, y vivir su amor aún quedando ciega.

## Elenco
La telenovela contó con un elenco de actores y actrices muy reconocidos, entre ellos:
- Luisa Kuliok
- Osvaldo Laport
- Ignacio Quirós
- Jorge Marrale
- Raúl Rizzo
- Rita Terranova
- Hilda Bernard
- Pablo Brichta
- Edda Bustamante
- Jean Pierre Noher
- Victoria Manno
- Leopoldo Verona
- Norberto Díaz
- Susana Lanteri
- Alejandra Abreu
- Lita Soriano
- Marcelo Alfaro
- Franklin Caicedo
- Noemí Morelli
- Julio Riccardi

y los primeros actores:
- Virginia Lago
- Lautaro Murúa

## Recepción
En 1993, Luisa Kuliok recibió el Premio TELEGATTO en Italia por su papel en la telenovela. 
La telenovela también se emitió en Israel.

## Premios

### Premios Martín Fierro
| Año  | Categoría               | Receptor/a            | Resultado |
| ---- | ----------------------- | --------------------- | --------- |
| 1991 | Mejor telenovela        | Cosecharás tu siembra | Ganadora  |
| 1991 | Mejor actor de reparto  | Jorge Marrale         | Ganador   |
| 1991 | Mejor actor de reparto  | Raúl Rizzo            | Nominado  |
| 1991 | Mejor actriz de reparto | Virginia Lago         | Nominada  |
| 1991 | Mejor producción        | Cosecharás tu siembra | Nominada  |